# 阿莫鎮區 (明尼蘇達州卡頓伍德縣)
阿莫鎮區（英語：Amo Township）是位於美國明尼蘇達州卡頓伍德縣的一個行政鎮區。

## 地方資料
阿莫鎮區的面積為92.80平方千米，當中陸地面積為91.00平方千米，而水域面積為1.80平方千米。根據2020年美國人口普查的數據，當地共有人口121人，而人口密度為每平方千米1.3人。